# Pierwsza przyczyna
Uzasadnienie: Oba hasła mówią dokładnie o tym samym.
Pierwsza przyczyna, nieruchomy poruszyciel – w filozofii arystotelejskiej i w średniowiecznej scholastyce i filozofii chrześcijańskiej, a także w filozofii muzułmańskiej, pierwszą przyczyną nazywano byt, który stoi na pierwszym miejscu w ciągu przyczyn i przyczynuje sam będąc nieuprzyczynowiony, czyli Boga.

## PoglądArystotelesa
Arystoteles w Metafizyce dowodził istnienia pierwszej, nieuprzyczynowionej zasady z argumentu ruchu. Rozumował, iż skoro ruch nie jest wieczny, a każde ciało poruszające się jest zawsze poruszane przez coś innego, przeto ciąg ten nie może iść w nieskończoność, ale musi zatrzymać się na nieruchomym poruszycielu, który jest pierwszą zasadą ruchu. Tak Arystoteles uznał, że zasada ruchu jest wieczna i niezmienna. Posiada ona cechy boskie: niezłożoność, niematerialność, duchowość, rozumność, celowość, jedyność, konieczność i doskonałość. Ta pierwsza w hierarchii zasad ruchu przyczyna powoduje ruch ciał niebieskich. Dziedziną nauki zajmującą się tym zagadnieniem jest teologia.

## Scholastykaitomizm
W średniowiecznej filozofii chrześcijańskiej pierwszą przyczynę utożsamiano z Bogiem, wedle przekonań religii i filozofii chrześcijańskiej stwórcy wszechrzeczy, który jest przeto przyczyną wszystkiego, a sam istnieje wiecznie, a więc w sposób nieuprzyczynowiony. Filozofowie łacińskiego średniowiecza czerpali zarówno z pism Arystotelesa, jak i jego arabskich komentatorów, a także z tradycji platońskiej filozofii w rozważaniu metafizyki pierwszej przyczyny i utożsamianiu jej z osobowym Bogiem Starego i Nowego Testamentu. Podobnie jak Jahwe znaczy Jestem Który Jestem (Wj 3,14; por. J 8,28), tak i tomiści definiują Boga jako istotę tożsamą z istnieniem - samoistnego, koniecznego, wiecznego i absolutnego Stwórcę Wszechświata.